# Pterolophia javanica
Pterolophia javanica är en skalbaggsart som beskrevs av Stefan von Breuning 1938. Pterolophia javanica ingår i släktet Pterolophia och familjen långhorningar. Inga underarter finns listade i Catalogue of Life.